# Odontolabis somneri
Odontolabis somneri is een keversoort uit de familie vliegende herten (Lucanidae). De wetenschappelijke naam van de soort is voor het eerst geldig gepubliceerd in 1862 door majoor Frederic John Sidney Parry (geschreven sommeri).  Parry gaf, verkeerdelijk, Manilla (Filipijnen) aan als plaats van herkomst. De soort komt voor in Malaya, Borneo en Sumatra.